# Seres Dénes
Seres Dénes (Magyarkecel, 1953. július 21.) erdélyi magyar jogász, parlamenti képviselő.

## Szakmai tevékenysége
Tanulmányait a Babeș–Bolyai Tudományegyetem jogi karán végezte. 1975 és 1977 között a tanügyben helyezkedett el. 1977-től három évig Magyarkecel Néptanácsának titkára, majd 1980-1992 között Szilágy megye tanácsának jogásza volt.

## Politikai, közéleti tevékenysége
Seres Dénes szenátorként kezdte politikai pályafutását. 1992-től 2004-ig politizált a bukaresti felsőházban (1992-1996 között a szenátus közigazgatási bizottságának alelnöke, majd 1996-2004 között elnöke). Parlamenti képviselői mandátumot 2004-ben szerzett. 2008-ig volt a közigazgatási, területrendezési és környezetvédelmi bizottság titkára. 2008-tól ismét parlamenti képviselő – a képviselőház állandó bizottságának háznagya, a közigazgatási, területrendezési és környezetvédelmi bizottság tagja. Elnöke a Szilágy megyei RMDSZ-nek 1997 óta, majd tagja a Szövetség Operatív Tanácsának 2005 és 2006 között, valamint a Szövetség Állandó Tanácsának 2008 és 2011 között. Seres Dénes 2011-től tagja a szövetségi elnökségnek. Elnöke a PRO Szilágyság Egyesületnek és a Szilágyság Kulturális Egyesületnek, tagja a PRO Zilah Egyesületnek és a zilahi EMKÉ-nek, alelnöke a Cserei Farkas Egyesületnek.